# Messa in sol minore
La Messa in sol minore è un'opera corale di Ralph Vaughan Williams scritta nel 1921. È la prima messa scritta in modo distintamente inglese dal XVI secolo.

## Storia
Il compositore dedicò il pezzo a Gustav Holst e ai Whitsuntide Singers a Thaxted, nel nord dell'Essex, ma fu eseguito per la prima volta dal City of Birmingham Choir il 6 dicembre 1922. Sebbene la prima esecuzione sia avvenuta in una sala da concerti, Vaughan Williams riteneva che la Messa dovesse essere utilizzata in un ambiente liturgico. Richard Runciman Terry diresse la sua prima esecuzione alla Cattedrale di Westminster.

## Struttura e movimenti
Il lavoro è scritto per doppio coro non accompagnato e quattro solisti e diviso in cinque movimenti:
1. Kyrie. Lento (sol minore)
2. Gloria in excelsis. Lento (sol maggiore)
3. Credo. Allegro con moto (re misolidio)
4. Sanctus - Osanna I - Benedictus - Osanna II
Sanctus. Andante con moto (sol maggiore)
Osanna I. Moderato maestoso (mi minore)
Benedictus. Moderato tranquillo (sol maggiore)
Osanna II. Moderato maestoso (sol maggiore)
5. Agnus dei. Moderato (mi minore)